# Pachyphytum werdermannii
Pachyphytum werdermannii är en fetbladsväxtart som beskrevs av Karl von Poellnitz. Pachyphytum werdermannii ingår i släktet Pachyphytum och familjen fetbladsväxter. Inga underarter finns listade i Catalogue of Life.